# Ectropothecium dentigerum
Ectropothecium dentigerum là một loài Rêu trong họ Hypnaceae. Loài này được Dixon mô tả khoa học đầu tiên năm 1922.